# Diederick Luydens
Diederick Luigi Luydens (ur. 18 lutego 1999 w Zoetermeer) – arubański piłkarz holenderskiego pochodzenia grający na pozycji obrońcy w klubie SV DSO.

## Kariera reprezentacyjna
| Mecze i gole w reprezentacji | Mecze i gole w reprezentacji | Mecze i gole w reprezentacji | Mecze i gole w reprezentacji | Mecze i gole w reprezentacji         | Mecze i gole w reprezentacji | Mecze i gole w reprezentacji | Mecze i gole w reprezentacji |
| Aruba                        | Aruba                        | Aruba                        | Aruba                        | Aruba                                | Aruba                        | Aruba                        | Aruba                        |
| Lp.                          | Data                         | Miejsce                      | Gospodarz                    | Gość                                 | Wynik                        | Gol                          | Rozgrywki                    |
| ---------------------------- | ---------------------------- | ---------------------------- | ---------------------------- | ------------------------------------ | ---------------------------- | ---------------------------- | ---------------------------- |
| 1.                           | 03.06.2021                   | Bradenton                    | Aruba                        | Kajmany                              | 3:1                          |                              | el. do MŚ 2022               |
| 2.                           | 06.06.2021                   | Bradenton                    | Kanada                       | Aruba                                | 5:0                          |                              | el. do MŚ 2022               |
| 3.                           | 07.06.2022                   | Willemstad                   | Aruba                        | Saint-Martin                         | 3:0                          |                              | L. N. CONCACAF 2022/2023     |
| 4.                           | 10.06.2022                   | Willemstad                   | Aruba                        | Saint Kitts i Nevis                  | 2:3                          |                              | L. N. CONCACAF 2022/2023     |
| 5.                           | 14.10.2023                   | Oranjestad                   | Aruba                        | Wyspy Dziewicze Stanów Zjednoczonych | 3:1                          | Gol                          | L. N. CONCACAF 2023/2024     |